# L'Estaque
Il golfo di Marsiglia visto dall'Estaque o semplicemente L'Estaque (Le golfe de Marseille vu de L'Estaque), è un dipinto a olio su tela (65x54 cm) realizzato tra il 1882 ed il 1885 dal francese Paul Cézanne.
È conservato nel Museo d'Orsay di Parigi.
L'Estaque, che si affaccia sul Golfo di Marsiglia, era un piccolo villaggio di pescatori, oggi inglobato nella metropoli francese.